# Риманова геометрия
Ри́манова геоме́трия — раздел дифференциальной геометрии, главным объектом изучения которого являются римановы многообразия, то есть гладкие многообразия с дополнительной структурой, римановой метрикой, иначе говоря — с выбором евклидовой метрики на каждом касательном пространстве, причём эта метрика гладко меняется от точки к точке. Иногда, особенно часто в математической физике, под римановой геометрией подразумевают также и псевдориманову геометрию многообразий с псевдоримановой метрикой, например, геометрию пространства-времени специальной и общей теории относительности.
Основным подразделом римановой геометрии в математике является геометрия в целом — раздел, который выявляет связь глобальных свойств риманова многообразия, таких как: топология, диаметр, объём — и его локальных свойств, к примеру, ограничений на кривизну.

## История
Родоначальником римановой геометрии является немецкий математик Бернхард Риман, который изложил её основные понятия в 1854 году.
После опубликования работ Римана его идеи привлекли внимание ряда математиков, которые развивали дальше аналитический аппарат римановой геометрии и устанавливали в ней новые геометрические теоремы. Важным вкладом в развитие римановой геометрии было создание итальянскими геометрами Риччи-Курбастро и его учеником Леви-Чивита на рубеже XX века тензорного исчисления, которое оказалось наиболее подходящим аналитическим аппаратом. Решающее значение имело применение римановой геометрии в создании общей теории относительности. Это привело к бурному развитию римановой геометрии и её разнообразных обобщений. В настоящее время риманова геометрия вместе с её обобщениями представляет собой обширную область геометрии, которая продолжает успешно развиваться.

## Основные теоремы
Основная теорема римановой геометрии утверждает, что на любом римановом многообразии имеется единственная связность без кручения, сохраняющая метрический тензор, так называемая связность Леви-Чивиты данной метрики.
Теорема Гаусса — Бонне утверждает, что интеграл от гауссовой кривизны на компактном 2-мерном римановом многообразии равен 2πχ(М), где χ(M) обозначает эйлерову характеристику многообразия.
Эта теорема допускает также обобщение на компактное риманово многообразие четной размерности.